# 丹羽海鶴

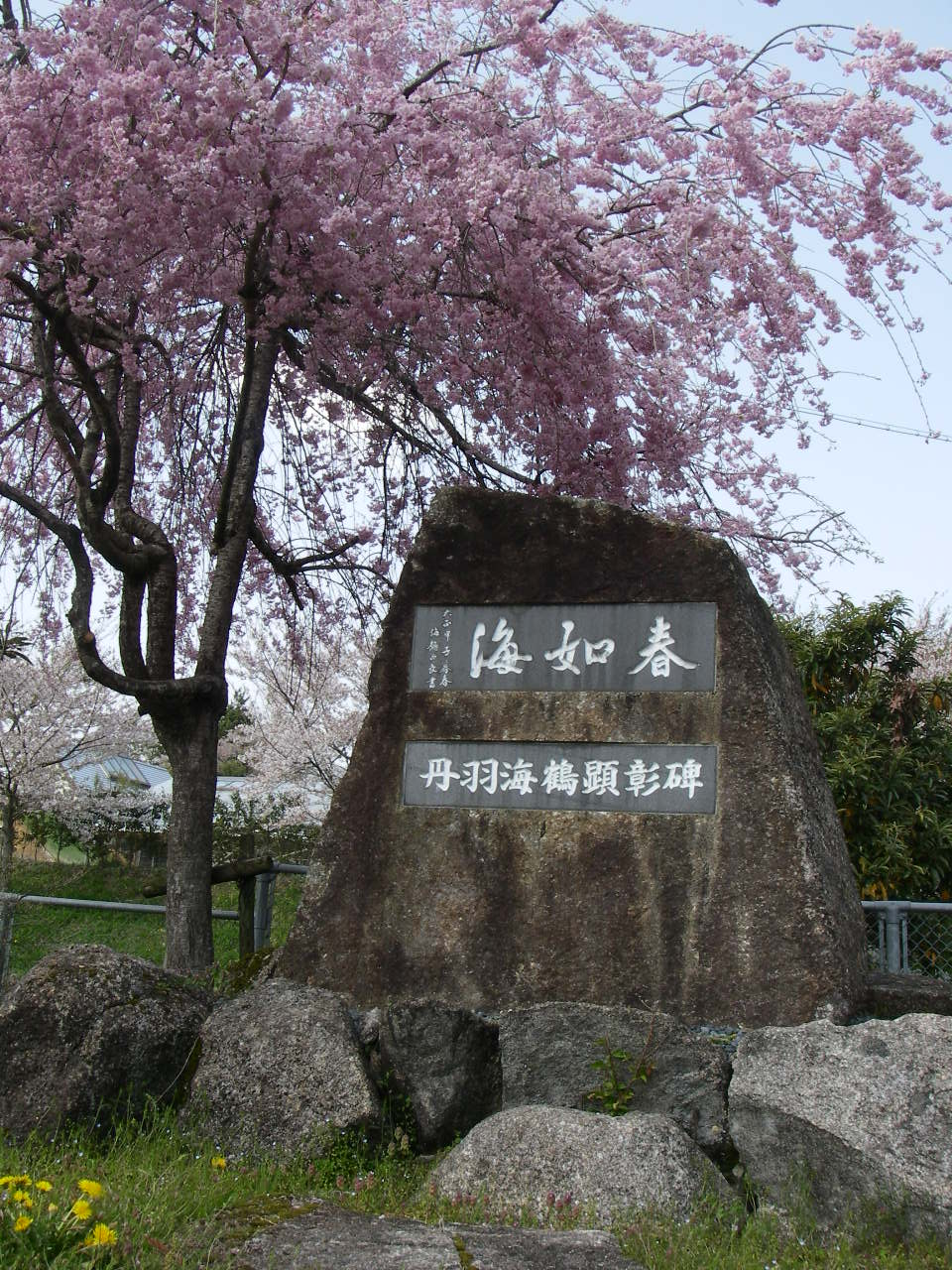
丹羽海鶴顕彰碑（岐阜県中津川市田瀬）「春如海（はるうみのごとし）」

丹羽 海鶴（にわ かいかく、文久3年11月25日（1864年1月4日） - 昭和6年（1931年）7月5日）は、岐阜県生まれの書家。本名は正長、幼名は金吾、字は寿郷、海鶴は号。晩年には落款に海隺とも書いた。日下部鳴鶴に師事。

## 業績
明治から大正にかけて活躍した書家で、鄭道昭や初唐の楷書を基調とした海鶴の書風は海鶴流と称され、一世を風靡した。また、書道教育界に影響力を持ち、習字教科書の書風を改革して近代書道教育の発展に貢献した。

## 略歴
文久3年（1863年）苗木藩領・美濃国恵那郡田瀬村（現岐阜県中津川市田瀬）に庄屋丹羽五兵衛の4男として生まれる。幼少の頃より書に親しみ、飛騨の高山小学校で教鞭を執りながら書道の研究を続けた。明治21年（1888年）8月、26歳のとき日下部鳴鶴の遊歴に会い、その筆跡と見識の高さに敬服し入門を願い出た。
以後、通信教育で指導を受けたが、のち上京し、内弟子として7年、朝夕その座右に侍して薫陶を受け、鳴鶴に書の才能を認められた。はじめ六朝風を慕ったが、のち晋唐風を研究し、特に褚遂良をよく習い、『孟法師碑』を髣髴させる作品を残している。海鶴の書風は書道教育界に受け入れられ、学習院教官、東京高等師範学校講師、文部省教員検定試験委員（習字科）などを歴任し、教育界への影響力は絶大であった。
昭和初期までの習字教科書の書風は顔法（顔真卿の筆法）であったが、海鶴は書道教育の基準を初唐の楷書におくことを提唱し、その門下である鈴木翠軒が国定四期（1933年 - 1940年）の習字教科書を執筆するに至った。翠軒は海鶴よりの伝承を忠実に墨守した。他に田代秋鶴、田中海庵、水島望鶴、井上桂園、藤原鶴来など数多くの門弟を輩出し、昭和6年（1931年）67歳で没した。

## 主な著書
- 『崔子玉座右銘』
- 『教育勅語』
- 『書範』
- 『中等習字帖』